# ブドコフスキー・ヴィトルド
ブドコフスキー・ヴィトルド（Budkovsky vitold、1886年5月8日 - 1939年5月25日）は、エストニアの数学者、教育者。
学生の頃は各地を転々とし、1902年から1906年まではツェベリンに、1906年から1912年まではサンクトペテルブルクにおり、1915年にヴォル県にやってきた。
また、エスペラントの活動家でもあった。
1924年時点では防衛連盟のメンバーの一員でもあった。
1935年にはタルトゥ・ヴィンネ体育館で教師として働いていた。
1939年に心臓病にて死去。享年53。
また生前にブドコフスキー・アネットという人物と結婚していた。ヴィトルドが死去後、1941年に再婚した。